# キャロル・スローン
キャロル・スローン（Carol Sloane、1937年3月5日 – 2023年1月23日）は、アメリカ合衆国の女性ジャズ歌手。1970年代に一時期、ノースカロライナ州ローリーの法律事務所で秘書を務めた。

## 略歴
ロードアイランド州プロビデンスの出身で、14歳のときにエド・ドリュー楽団と地元で共演したのを機に、プロとして芸能活動に入る。1958年にはエルガート兄弟の楽団と共演した際には、ラリー・エルガートの助言で、キャロル・モーヴァン（Carol Morvan）を名乗っている。1961年にランバート、ヘンドリックス&ロスがニューヨークのヴィレッジ・ヴァンガードでコンサートを行なったとき、アニー・ロスの代役を務めた。同年のニューポート・ジャズ・フェスティバルにおける成功から、コロムビア・レコードと契約し、アルバムを発表する。しかしながら彼女は、巨大レーベルが自分の温かで心安らぐフレージングを認めようとせず、バーブラ・ストライサンドの亜流と見られていると悟った。
1970年代にしばらく活動が低迷したが、1980年代に活動を再開させ、円熟したジャズ・シンガーに成長した。コンテンポラリー・レコードやコンコード・レコード、ハイノート・レコードなどの弱小レーベルと契約して録音し、その後もアート・ファーマーやルーファス・リード、ケニー・バロン、フィル・ウッズ、スティーヴ・テュレー、フランク・ウェスらのジャズ・ミュージシャンと共演した。死去前までは主に日本で演奏活動を行い安定したファン層を獲得し、さらに米国北東部やニューヨークでも活動を続けていた。
1986年にバック・スパー（Buck Spurr）と結婚した 。
2023年1月23日、2年前に発症した脳卒中の合併症のため死去。85歳没。

## ディスコグラフィ

### リーダー・アルバム
- 『ライヴ・アット・30thストリート』 - Live at 30th Street (1962年、Columbia)
- 『アウト・オブ・ザ・ブルー』 - Out of the Blue (1962年、Columbia)
- 『サブウェイ・トークン』 - Subway Tokens (1975年、Moonbeam)
- 『ソフィスティケイテッド・レディ』 - Sophisticated Lady (1977年、トリオ)
- 『スプリング・イズ・ヒア』 - Spring Is Here (1977年、LDC) ※with ローランド・ハナ、ジョージ・ムラーツ
- Carol & Ben (1977年、Honeydew) ※with ベン・ウェブスター
- 『スプリング・イズ・ヒア・テイク2』 - Spring Is Here Take 2 (1979年、LDC) ※with ローランド・ハナ、ジョージ・ムラーツ
- 『キャロル・シングス』 - Carol Sings (1979年、Progressive)
- 『コットンテイル』 - Cottontail (1979年、Choice)
- 『サマータイム』 - Summertime Carole Sings Again (1983年、LDR)
- 『アズ・タイム・ゴーズ・バイ (時の過ぎ行くまま)』 - As Time Goes by (1984年、Eastwind)
- 『スリー・パールズ』 - Three Pearls (1984年、Eastworld) ※with アーネスティン・アンダーソン、クリス・コナー
- 『ア・ナイト・オブ・バラード』 - A Night Of Ballads (1984年、Baybridge)
- 『ライヴ・ウィズ・ジョー・ピューマ』 - Carol Sloane Live (1984年、Baybridge)
- 『ボディ・アンド・ソウル』 - Early Hours (1987年、CBS/Sony)
- 『バット・ナット・フォー・ミー』 - But Not for Me (1987年、CBS/Sony)
- 『ハッシャバイ』 - Hush-a-Bye (1987年、SSJ)
- 『ラヴ・ユー・マッドリー』 - Love You Madly (1989年、Contemporary)
- 『恋のため息』 - The Real Thing (1990年、Contemporary)
- 『シークレット・ラヴ』 - Heart's Desire (1992年、Concord Jazz)
- 『スウィート・アンド・スロー』 - Sweet and Slow (1993年、Concord Jazz)
- 『ミッドナイト・サン』 - Midnight Sun (1993年、TDK)
- 『イン・ユア・アイズ』 - When I Look in Your Eyes (1994年、Concord Jazz)
- The Songs Carmen Sang (1995年、Concord)
- 『ザ・ソングス・シナトラ・サング』 - The Songs Sinatra Sang (1996年、Concord)
- The Songs Ella & Louis Sang (1997年、Concord Jazz) ※with クラーク・テリー
- Romantic Ellington (1999年、DRG)
- 『サムシング・クール』 - Something Cool (2001年、Choice)
- I Never Went Away (2001年、HighNote)
- Whisper Sweet (2003年、HighNote)
- Dearest Duke (2007年、Arbors)
- We'll Meet Again (2010年、Arbors)